# 下赖格迈茨
下赖格迈茨（匈牙利語：Alsóregmec）是匈牙利包尔绍德-奥包乌伊-曾普伦州所辖的一个村，与上赖格迈茨相邻。总面积15.39平方公里，总人口191，人口密度12.4人/平方公里（2011年1月1日）。